# The Louvre (canção)
"The Louvre" é uma canção gravada pela cantora e compositora neozelandesa Lorde para seu segundo álbum de estúdio, Melodrama (2017). Ela co-escreveu e co-produziu a faixa com Jack Antonoff, com produção adicional de Flume e Malay. "The Louvre" é uma canção de electropop com influências de outros gêneros, como indie rock e música ambiente. Seu nome é derivado do Museu do Louvre, um museu de arte em Paris, França. A letra fala sobre a análise honesta de Lorde sobre um romance recém-iniciado, comparando-o a uma pintura pendurada atrás das obras mais excepcionais do Louvre.
Críticos elogiaram a produção e letra da música, incluindo-a em várias listas de fim de ano. Seu riff de guitarra foi comparado a "Born to Run" (1975) de Bruce Springsteen, e sua sonoridade ao álbum 1989 (2014), de Taylor Swift. A faixa gira em torno de temas de obsessão e paixão, continuando a narrativa estabelecida na canção anterior, "Homemade Dynamite". Lorde apresentou "The Louvre", com seis outras canções, como parte de uma série reimaginada da Vevo no Electric Lady Studios, onde ela gravou grande parte de seu álbum. Também apresentou a canção no Festival de Glastonbury de 2017. Também foi parte da set list de sua turnê mundial Melodrama World Tour (2017-18).

## Gravação e composição

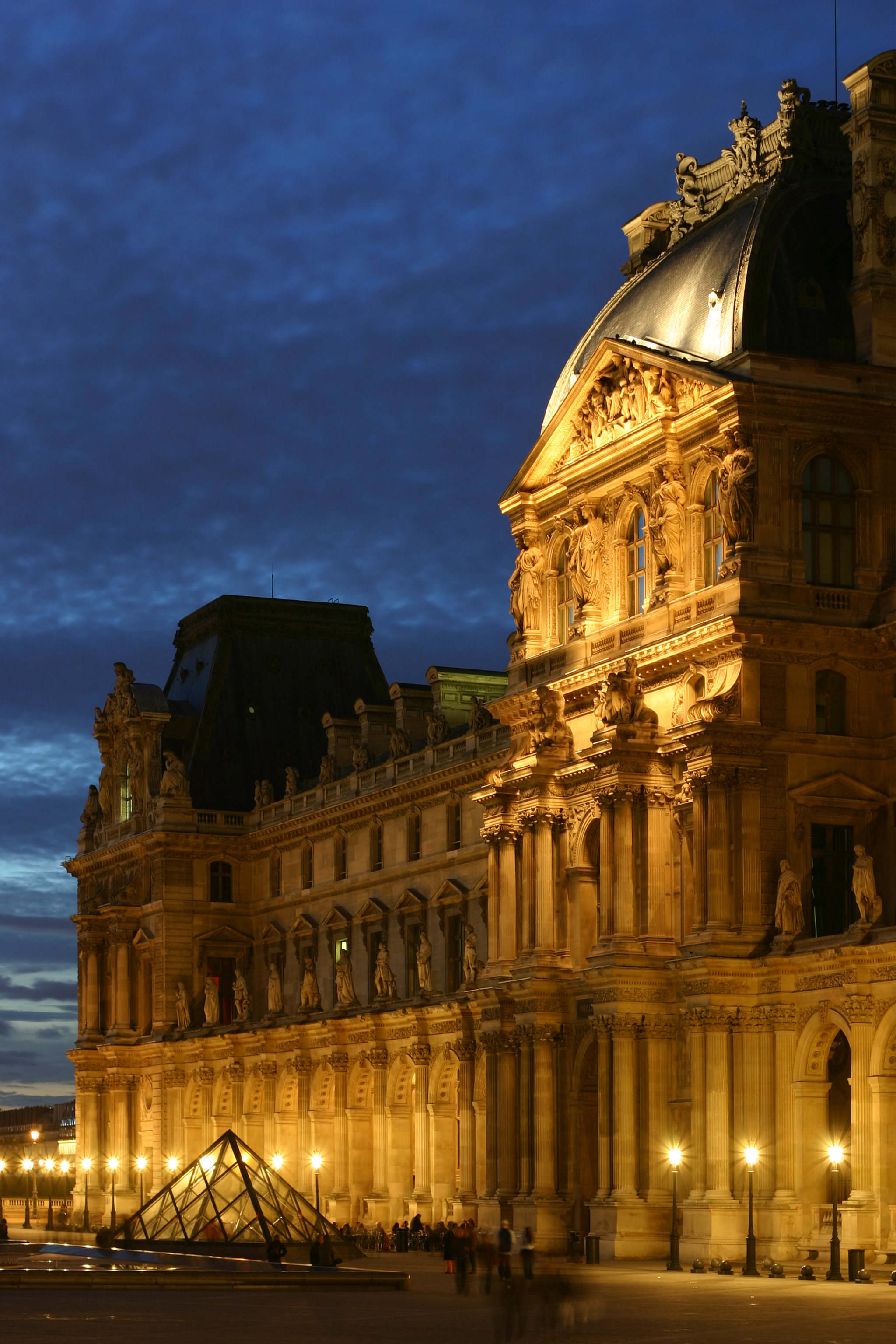
O museu de arte do Louvre em Paris, França, local que dá nome à canção

Lorde gravou "The Louvre" em três diferentes locações nos Estados Unidos. Ela começou a gravar no Conway Recording Studios, em Los Angeles, Califórnia, assistida pelo engenheiro de gravação Eric Eylands. Eles também gravaram no Rough Customer Studios, em Brooklyn Heights, Nova Iorque, com Barry McCready e Jack Antonoff. As gravações foram completadas no Westlake Recording Studios, em Los Angeles, com Greg Eliason. John Hanes misturou a canção no MixStar Studios. O produtor Flume forneceu a linha de baixo e percussão à canção, enquanto Malay produziu as batidas eletrônicas. Ambos são creditados como produtores adicionais na faixa.
"The Louvre" é composta na tonalidade de dó maior com um andamento de 124 batidas por minuto. Os vocais de Lorde abrangem um intervalo de E3 a A4 e sua progressão harmônica segue uma sequência básica de C–C/5–F5–A5. É uma canção de electropop com influências de gêneros como indie rock e música ambiente. De acordo com Nolan Feeley da Entertainment Weekly, "The Louvre" escreve os estágios iniciais de um relacionamento casual "fadado ao fracasso". A canção começa com a voz de Lorde acompanhada por uma guitarra, antes de se transformar em uma "tempestade de glitch electro-pop" A NME descreveu a canção como uma faixa "pop de olhos arregalados e coração acelerado". Alexis Petridis do The Guardian afirmou que parecia "muito improvável que qualquer canção pop deste ano" poderia criar um refrão melhor do que "The Louvre". A canção gira em torno de temas de obsessão e paixão, continuando a narrativa estabelecida na canção anterior, "Homemade Dynamite".
Em uma entrevista exclusiva em podcast para o The Spinoff, Lorde revelou que queria evocar o sentimento da "grande idiotice encharcada de sol que é se apaixonar," e a emoção da "alegria idiota" que é intensa. Ela disse que a "instrumentação" ajudou a refletir essas emoções. Na mesma entrevista, a cantora revelou que o álbum Blonde (2016), de Frank Ocean, serviu como inspiração para construir o som de "The Louvre". Lorde falou sobre como em um "cenário pós-Blonde", a instrumentação nas músicas de tornou mais flexível. Ela afirmou que poderia ter feito um "single grande e fácil", mas evitou fazê-lo, já que sentiu que não significaria muito "simplificar a jornada" ou "forçar um grande refrão." A Newsweek notou a influência de Phil Collins na faixa, mais especificamente nos "sintetizadores crescentes" e "introdução com guitarra", que são remanescentes da "bateria aérea e produção etérea", assinatura de Collins. O riff de guitarra na faixa também foi comparado a "Born to Run" (1975), de Bruce Springsteen e, mais recentemente, ao som no álbum 1989 (2014), de Taylor Swift.

## Recepção crítica

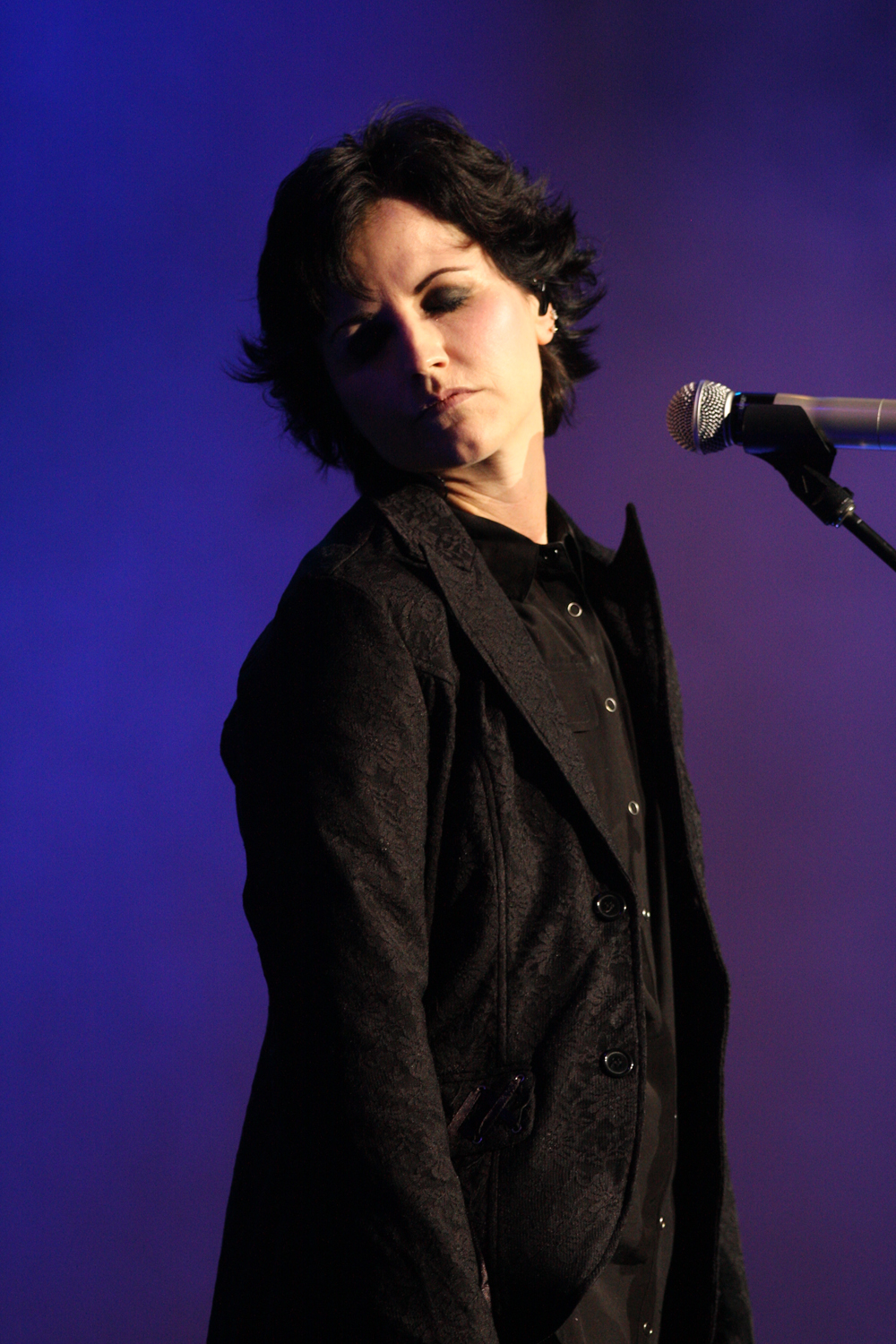
A conclusão de "The Louvre" foi comparada a obras de The Cranberries (na imagem, a vocalista da banda, Dolores O'Riordan)

"The Louvre" recebeu aclamação de críticos de música, com muitos elogiando sua letra e produção; também foi considerada um ponto alto em Melodrama. Em uma análise para o The Fader, o editor Owen Myers descreveu a canção como um "pré-refrão que alterna entre sentimentos de dúvida e romance leviano". Aimee Cliff disse que Lorde capturou a "auto-importância do primeiro amou muito bem." Patrick D. McDermott comparou a conclusão com guitarra à obra de The Cure ou The Cranberries. Will Richards, da DIY, notou que uma "letra acelerada na metade do segundo verso sintetiza toda a canção." Kitty Empire, do The Guardian, descreveu a canção como uma "síntese deslumbrante de pró-dramaturgia e originalidade" e disse que a faixa era "quase impossível de dançar." A jornalista Stacey Anderson, do Pitchfork, notou que a canção captura uma "felicidade imersiva", bem como uma "frequência compartilhada de amor tão irrepreensivelmente grandiosa como sua sonoridade."
Diversos críticos posicionaram "The Louvre" em suas listas de fim de ano, listando as melhores canções. Stereogum incluiu a canção na 13ª posição de sua lista de fim de ano, afirmando que Melodrama descrevia a "destruição que pode resultar do romance jovem apaixonado," mas que a canção servia como uma lembrança de que "maravilhas intoxicantes e vertiginosas também podem resultar disso." Na sua lista de fim de ano, o editor Larry Fitzmaurice da Vice posicionou a canção na posição 47, considerando um dos "momentos mais estranhos" do álbum. Ele sentiu que a canção "continuamente crescia para o clímax que nunca acontece." A Pitchfork posicionou a canção na 42ª posição, considerando a "precisão emocional" da canção esmagadora. Na lista de fim de ano da Spin, "The Louvre" alcançou a 9ª posição, com a publicação chamando o monólogo interno de "hilariantemente refrescante e completamente relacionável", e uma das canções "mais fortes" de Lorde.

## Apresentações ao vivo
Lorde apresentou "The Louvre" pela primeira vez no Festival de Glastonbury. A performance começou com uma caixa transparente lentamente se enchendo de dançarinos, seguidos pela chegada de Lorde. A caixa foi descrita como inclinando "para frente a para trás" acima da cabeça da cantora enquanto a apresentação continuava. Ela dedicou a faixa a qualquer membro da audiência "abrigando uma paixão secreta." A performance recebeu aclamação dos críticos, com a The Independent concedendo uma análise de quatro de cinco estrelas, chamando-a de uma estreia "brilhante e corajosa."
A faixa também foi apresentada no Bowery Auditorium em Nova Iorque, na noite da festa de lançamento do álbum da cantora, com duas outras faixas. Para a turnê mundial Melodrama World Tour (2017-18), Lorde apresentou "The Louvre" depois de sua primeira troca de figurino. Foi seguida por trechos de vídeos vintage que piscavam em uma "gigante TV antiquada." Uma análise no London Evening Standard descreveu os vídeos como "arte e música misturadas em uma exploração coesa de amor, perda e solidão." A faixa foi apresentada em uma organização de três atos, com "The Louvre" sendo parte do segundo. Depois dos clipes, Lorde voltava ao palco vestindo um vestido branco, um figurino diferente do vestido preto que usava anteriormente. Antes de cada canção, a cantora contava uma história. Para "The Louvre", disse que a faixa era sobre os "altos e baixos de uma nova paixão".

## Créditos
Créditos adaptados das anotações de Melodrama.
Administração
- Publicado por Songs Music Publishing, Sony/ATV Songs, LLC, Ducky Donath Music (BMI)
- Gravado em Conway Recording Studios, Westlake Recording Studios (Los Angeles) e Rough Customer Studios (Brooklyn Heights, Nova Iorque)
- Misturado em MixStar Studios (Virginia Beach, Virgínia)
- Masterizado em Sterling Sound Studios (Nova Iorque)

Pessoal
- Lorde - composição, vocais, produção
- Jack Antonoff - composição, produção
- Flume - produção adicional
- Malay - produção adicional
- Serban Ghenea - engenharia de mistura
- John Hanes - mistura
- Randy Merrill - masterização
- Barry McCready - assistência de engenharia
- Eric Eylands - assistência de engenharia
- Greg Eliason - assistência de engenharia
- Laura Sisk - engenharia

## Desempenho nas tabelas musicais
| Tabela (2017)                       | Melhor posição alcançada |
| ----------------------------------- | ------------------------ |
| Heatseekers da Nova Zelândia (RMNZ) | 1                        |

| Região           | Certificação | Unidades/Vendas Certificadas |
| ---------------- | ------------ | ---------------------------- |
| Austrália (ARIA) | Ouro         | 35 mil                       |